# Russkiy Razmer

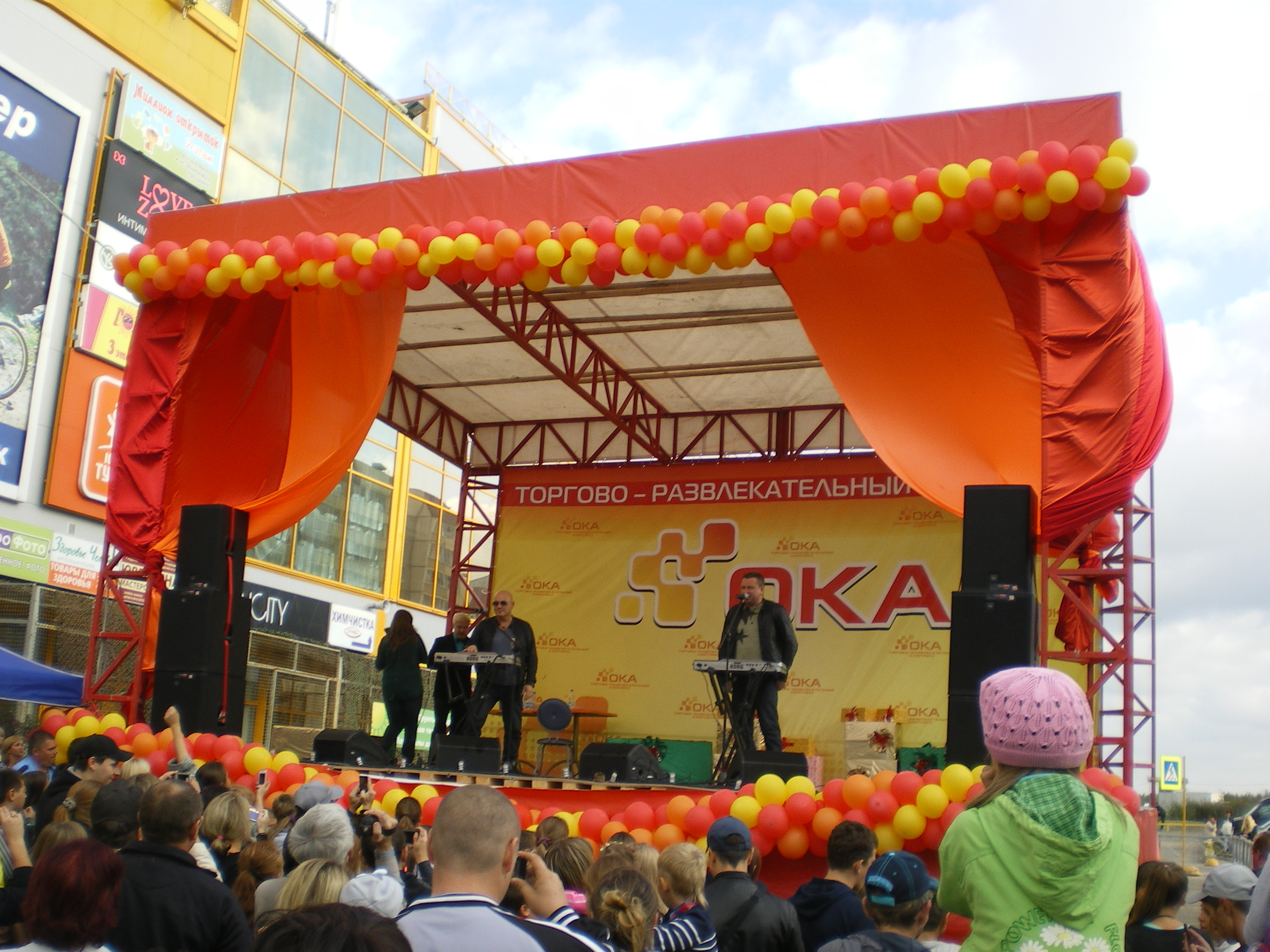
Russky Razmer

Russkiy Razmer est un groupe de musique dance-pop russe de Saint-Pétersbourg, formé de Dmitriy Kopotilov et Viktor Bondaryuk. Il a été fondé en 1993.